# Saison 2 de Starsky et Hutch
Chronologie
Saison 1 Saison 3
Cette page présente la liste des épisodes de la deuxième saison (1976-1977) de la série télévisée américaine Starsky et Hutch (Starsky & Hutch), avec des résumés des épisodes.

## Épisode 1:L'Étrangleur de Las Vegas:1repartie
- États-Unis : 25 septembre 1976 sur ABC
- France : 8 mai 1983 sur TF1

- Lynda Carter (Vicky)
- Foster Brooks (Parieur saoul)
- Darrell Fetty (Eugene Pruitt)
- Paul Burke (Lt. Ted Cameron)

## Épisode 2:L'Étrangleur de Las Vegas:2epartie
- États-Unis : 25 septembre 1976 sur ABC
- France : 15 mai 1983 sur TF1

- Foster Brooks (Parieur saoul)
- Darrell Fetty (Eugene Pruitt)
- Paul Burke (Lt. Ted Cameron)

## Épisode 3:La Fille
- États-Unis : 16 octobre 1976 sur ABC
- France : 26 juin 1983 sur TF1

- Karen Carlson (Gillian Ingrahm)
- Diana Canova (Nancy Rogers)
- Joanna Kerns (Joy)

## Épisode 4:Chaud devant
- États-Unis : 23 octobre 1976 sur ABC
- France : 29 janvier 1984 sur TF1

- Howard Honig (Chuckles)
- Nicholas Worth (Denny)
- Richard Derr (Francis Bacon Stockwood)

## Épisode 5:Une croisière mouvementée:1repartie
- États-Unis : 30 octobre 1976 sur ABC
- France : 17 juillet 1982 sur TF1

- Jean-Pierre Aumont (Cpt. La Rue)
- José Ferrer (Joey Fortune)
- Richard Hack (Hubert Stuffy)

## Épisode 6:Une croisière mouvementée:2epartie
- États-Unis : 30 octobre 1976 sur ABC
- France : 24 juillet 1982 sur TF1

- Jean-Pierre Aumont (Cpt. La Rue)
- José Ferrer (Joey Fortune)
- Richard Hack (Hubert Stuffy)

## Épisode 7:Vampirisme
- États-Unis : 6 novembre 1976 sur ABC
- France : 2 mai 1982 sur TF1

- Colleen Camp (Bobette)
- G. W. Bailey (Slade)
- John Saxon (Rene Nadasy)

## Épisode 8:Le Professionnel
- États-Unis : 13 novembre 1976 sur ABC
- France : 10 juillet 1982 sur TF1

- Anthony Ziggarelli (Flashy' Floyd)
- Charles Cyphers (Arthur Cole)
- Joel Fabiani (Alexander Drew)

## Épisode 9:Laisse-la suivre le chemin de ton cœur
- États-Unis : 20 novembre 1976 sur ABC
- France : 12 juin 1983 sur TF1

- Audrey Christie (Ginger Evans)
- DeVeren Bookwalter (Carl Starger)
- Dorothy Shay (Claire Dodsman)

## Épisode 10:La Vendetta
- États-Unis : 27 novembre 1976 sur ABC
- France : 17 septembre 1983 sur TF1

- Gary Sandy (Tommy Marlowe)
- Greg Elliot (Jimmy Shannon)
- Paul Jabara (Billy Ryan)

## Épisode 11:Cauchemar
- États-Unis : 4 décembre 1976 sur ABC
- France : 30 septembre 1984 sur TF1

- David Knapp (Jason Sims)
- Diana Scarwid (Lisa Graham)
- Gerrit Graham (Nickolas John Manning)

## Épisode 12:Bras de fer
- États-Unis : 18 décembre 1976 sur ABC
- France : 25 avril 1982 sur TF1

- Buddy Lester (Lucky Lester)
- Marc Alaimo (Skinny Momo Mantel)
- Michael Conrad (Cpt. Mike Ferguson)

## Épisode 13:La Petite Fille perdue
- États-Unis : 25 décembre 1976 sur ABC
- France : 5 juin 1983 sur TF1

- Guillermo San Juan (Kiko Ramos)
- Ken Sidwell (Roy)
- King Moody (Nicholas Allen Edwards)

## Épisode 14:Superstitieux, moi?
- États-Unis : 1er janvier 1977 sur ABC
- France : 28 août 1982 sur TF1

- Anthony James (Luke)
- John Horn (Peter)
- Michael Thomas (Mr Harcourt)

## Épisode 15:Esprit es-tu là?
- États-Unis : 15 janvier 1977 sur ABC
- France : 9 mai 1982 sur TF1

- Allan Miller (Joe Collandra)
- Charles Everett (Cha-Cha)
- Cliff Emmich (Moo-Moo Caifalno)

## Épisode 16:Traquenard:1repartie
- États-Unis : 22 janvier 1977 sur ABC
- France : 7 août 1982 sur TF1

- Jon Korkes (Terry Nash)
- Angus Duncan (Wilson)
- Bob Hackman (Officier d'inspection)
- Bruce M. Fischer (Routier)
- Michael V. Gazzo (Joe Durniak)

## Épisode 17:Traquenard:2epartie
- États-Unis : 29 janvier 1977 sur ABC
- France : 14 août 1982 sur TF1

- Jon Korkes (Terry Nash)
- Heather MacRae (Debra)
- Roger E. Mosley (Le Baron)

## Épisode 18:Le Survivant
- États-Unis : 5 février 1977 sur ABC
- France : 19 mai 1984 sur TF1

- Robert Emhardt (Harry Trask)
- Val Bisoglio (James Balford)

## Épisode 19:Amour quand tu nous tiens
- États-Unis : 12 février 1977 sur ABC
- France : 24 septembre 1983 sur TF1

- Angela McClelland (Sally)
- Beulah Quo (Dr Quo)
- Joey Vera (Freddie)

## Épisode 20:Pas de chance, Huggy!
- États-Unis : 19 février 1977 sur ABC
- France : 5 février 1984 sur TF1

- Stan Shaw (Leotis)
- Titus Napoleon (Milo)

## Épisode 21:Les Justiciers
- États-Unis : 26 février 1977 sur ABC
- France : 3 avril 1983 sur TF1

- Alex Rocco (Lt. Fargo)
- Angela May (Ginger / Alice K. Conrad)
- Dan O'Brien (Présentateur)
- Helen Martin (« Dirty » Nellie)

## Épisode 22:Jungle, vous avez dit jungle?
- États-Unis : 5 mars 1977 sur ABC
- France : 1er octobre 1983 sur TF1

- Belinda Balaski (M.E. Ginny Simpson)
- Cliff Osmond (Harry Wheeling)
- Frank Lugo (Moreno)

## Épisode 23:Que la route est longue
- États-Unis : 12 mars 1977 sur ABC
- France : 21 août 1982 sur TF1

- Ben Gerard (Ingénieur)
- Bo White (Bellboy)
- Dick Haynes (Cal Claybourne)

## Épisode 24:Le Clown
- États-Unis : 19 mars 1977 sur ABC
- France : 10 avril 1983 sur TF1

- Chuck McCann (Wally Stone)
- Jeff Goldblum (Harry Markham)
- Rory Calhoun (Steve Hanson)

## Épisode 25:Coupables?
- États-Unis : 16 avril 1977 sur ABC
- France : 8 octobre 1983 sur TF1

- Don Keefer (Eric Ronstan)
- Dorothy Meyer (Mrs. Marlowe)
- Gary Epper (Hanson)